# 代王 (拓跋普根之子)
此無名氏乃是五胡十六国代国第三任代王（生卒及在位：316年，?—?），次任代王拓跋普根之子。
316年，代王拓跋普根去世，不久後其妃子誕下遺腹子。祖母惟氏立此遺腹子为代王，但同年十二月夭折，最後由拓跋普根的堂兄弟拓跋鬱律即位。由於其生年過短即不幸夭折，連名字都來不及取，更加沒有諡号、廟号。